# Odznaka „Zasłużonemu Działaczowi Stronnictwa Demokratycznego”
Odznaka „Zasłużonemu Działaczowi Stronnictwa Demokratycznego”, skr. Odznaka „Zasłużonemu Działaczowi SD” – odznaka partyjna ustanowiona 29 listopada 1984 uchwałą Centralnego Komitetu Stronnictwa Demokratycznego dla zasłużonych działaczy Stronnictwa Demokratycznego.
Odznaka ma kształt okrągłego medalu o średnicy 32 mm, wykonana jest w tombaku posrebrzanym i oksydowanym. Na awersie pośrodku, na kole o średnicy 15mm pokrytym czerwoną emalią znajduje się biało emaliowany, stylizowany biały orzeł; na okolu wieniec laurowy. Na rewersie umieszczony jest czterowierszowy napis: „ZASŁUŻONEMU / DZIAŁACZOWI / STRONNICTWA/ DEMOKRATYCZNEGO”. Poniżej napisu gałązka laurowa. Medal zawieszony jest na wstążce czerwonej o szer. 34 mm, z ciemnoniebieskimi paskami na brzegach (po 5 mm) oraz białym paskiem pośrodku (szer. 9 mm) przedzielonym pionowym prążkiem (szer. 1 mm) koloru niebieskiego.
Autorem projektu odznaki była Wiktoria Czechowska-Antoniewska.
W latach 1985–1987 nadano 1 685 odznak.